# Археологічне товариство
«Археологі́чне товари́ство» — громадська організація для дослідження, популяризації та охорони археологічних пам'яток Галичини.

## Відомості
Створене у 1876 році після того, як представник Віденської центральної комісії пошуків і збереження старожитностей Адам Кіркор виявив і дослідив 1874 велику кількість археологічних пам'яток на території сучасного Борщівського району Тернопільської області, зокрема в селах Більче-Золоте, Сапогів, Глибочок.
Діяло до початку 1-ї світ. війни. Навколо Археологічного товариства об'єдналися відомі вчені Карел Гадачек, В. Деметрикевич, Л. Козловський, І. Коперницький, Богдан Януш та інші.
Результати досліджень опубліковані у наукових виданнях, зібрані археол. матеріали збагатили колекції музеїв Львова, Кракова, Відня. Завдяки їх праці галицькі райони Тернопільщини в кін. 19 — на початку 20 ст. були одними з найкраще вивчених регіонів Західної України.